# Решетиловский поселковый совет
Решетиловский поселковый совет (укр. Решетилівська селищна рада) — входит в состав
Решетиловского района
Полтавской области
Украины.
Административный центр поселкового совета находится в 
пгт Решетиловка.

## Населённые пункты совета
- пгт Решетиловка
- с. Белокони
- с. Ганжи
- с. Колотии
- с. Прокоповка
- с. Сени
- с. Слюсари
- с. Хоружи
- с. Шкурупиевка
- с. Чернещина

## Ликвидированные населённые пункты совета
- с. Варвянское